# Звенигородский, Семён Юрьевич
Князь Семён Юрьевич Звенигородский — стольник, воевода и окольничий Русского царства. Рюрикович в XXII колене, из княжеского рода Звенигородских.
Сын князя Юрия Андреевича Звенигородского. Имел братьев: князей Алексея и Юрия Юрьевичей.

## Биография
Стольник (1640—1676). В именины русского царевича Алексея Михайловича, пожалован из жильцов в стольники (17 марта 1641).
Сопровождал Государя в его загородных и богомольных походах (1649—1652).
В 3-е воскресенье после Пасхи, присутствовал на «раде» в поле, в Быкове, когда происходили выборы в гетманы Якима Самка (1661).
Во время обеденного стола у Государя, по случаю приема английского посла «князя Чарлуса Говорта», в числе других стольников, ставил перед государем кушанья (1664).
Дневал и ночевал при гробе царевича Симеона Алексеевича (12 и 26 июля 1669), тоже при гробе царевича Алексея Алексеевича (27 января, 10 и 23 февраля 1670).
Первый воевода в Переяславле Южном (1672). Воевода в Нежине (1672), приказано идти с другими воеводами на помощь гетману Самойловичу, против посылаемых турецким султаном войск на Украину. Воевода в Нежине (1673 и 1675).
Стольник, назначенных в прибавку к прежним для осенних и зимних походов царя Фёдора Алексеевича (1676).
Дана царская грамота о сборе стольников, стряпчих, дворян московских, жильцов, владимирских, суздальских, шуйских и луховских помещиков и вотчинников, и о высылке их в Путивль в полк князя Михаила Юрьевича Долгорукого (23 апреля 1679).
Дневали ночевал при гробе царя Фёдора Алексеевича (01 мая 1682).
Пожалован из стольников в окольничим (13 мая 1683—1686). Многократно сопровождал Государя по окрестностям Москвы: в Звенигород (12 ноября 1649, 30 ноября 1650, 09 марта 1651), село Покровское (07 декабря 1650), Коломенское (30 декабря 1650).
Имел свой двор в Москве. Владел поместьями и вотчинами в Вологодском, Галичском, Костромском, Рязанском, уездах.

## Семья
Женат дважды:
1. Мавра Васильевна урождённая Колычева, дочь Василия Андреевича Колычева.
2. Акулина Аверкиевна урождённая Болтина, дочь Аверкия Фёдоровича Болтина.

От второго брака дочь, княжна Настасья Семёновна — жена стольника Василия Петровича Шереметьева.